# Entzugssyndrom
Ein Entzugssyndrom (auch Entzugserscheinung oder Abstinenzsyndrom) ist jede körperliche und psychische Erscheinung, die infolge von teilweisem oder vollständigem Entzug von psychotropen Substanzen bzw. deren Wirkstoffe auftritt (stoffliche Sucht). Bei Medikamenten (z. B. Antidepressiva) wird dies als „Absetzerscheinung“ bezeichnet.
Jede Substanzgruppe erzeugt spezifische Entzugssymptome. Ihr Auftreten ist ein Kriterium für die Diagnose eines Abhängigkeitssyndroms.
Nach ICD-10 erfolgt die Einteilung der psychischen und Verhaltensstörungen durch psychotrope Substanzen in substanzspezifische Untergruppen (F10-F19). Kommt es zu einem Entzugssyndrom, wird eine 3 angefügt, beispielsweise F12.3 bei Cannabinoiden. Falls zusätzlich ein Delir auftritt, wird eine 4 eingesetzt, beispielsweise F10.4 bei einem alkoholbedingten Delirium tremens. Die Unterscheidung erfolgt, weil es sich beim Delir um ein lebensbedrohliches Geschehen handelt.

## Substanzen
Die wichtigsten Substanzen, bei deren Absetzen Entzugserscheinungen auftreten, sind:

### Alkohol
Das Alkoholentzugssyndrom (AES) ohne Delirium ist ein komplexes, unterschiedlich schwerwiegendes Zustandsbild, das meist 4–12 Stunden nach der letzten Alkoholaufnahme (oder der Verminderung der Trinkmenge) auftritt und mehrere Tage akut anhalten kann. Bei rund einem Drittel der Betroffenen ist eine medikamentöse Behandlung erforderlich, für die sowohl europäische als auch US-amerikanische Leitlinien erarbeitet wurden.

### Benzodiazepine
Der Benzodiazepin-Entzug, z. B. von Lorazepam, Diazepam oder Flunitrazepam kann eine Vielzahl von störenden bis gefürchteten Symptomen nach sich ziehen. Zu diesen gehören Schlaflosigkeit und andere Schlafstörungen, z. B. mit Alpträumen, intrusive Erinnerungen, Panikattacken, Sprachstörungen und Rhetorikschwierigkeiten, generalisierte Angstzustände und Phobien, Depressionen, Aggressionen, Zwangsstörungen, übersteigerte Sinneswahrnehmung, Depersonalisation und Derealisation und andere unangenehme Erscheinungen. Auch Bluthochdruck, und dadurch Kopfschmerzen und Schwindel, sind häufig, ferner Ohrgeräusche. Da Benzodiazepine als solche potente Antikonvulsiva sind, kann es zu einem Entzugsanfall (im Sinne eines sog. Gelegenheitsanfalls) kommen, allerdings nur in seltenen Fällen. Durch den Symptomkomplex, gelten Benzodiazepinentzüge für Betroffene als häufig enorm belastend und quälend. 

### Cannabinoide
Konsumenten von Cannabinoiden können eine psychische Abhängigkeit entwickeln, wobei verschiedene Studien wie die Kleiber-Kovar-Studie und der Roques-Report von einem eher geringen Abhängigkeitspotenzial ausgehen, andere Studien jedoch ein höheres Suchtpotenzial ermitteln.
Eine Studie an der Martin-Luther-Universität Halle-Wittenberg von 2008 mit etwa 200 stationären Patienten während eines Cannabisentzuges lieferte ein uneinheitliches Bild bezüglich der Schwere der zu erwartenden Entzugserscheinungen, wobei zwei Gruppen erkannt wurden: eine Gruppe hatte kaum oder nur geringe körperliche und psychische Entzugserscheinungen, während die zweite Gruppe stärkere Beschwerden angab.
Mitglieder der ersten Gruppe nannten nach ihrer Selbstwahrnehmung für Entzugssymptome auf einer Skala von 0 bis 4 (1=mild, 4=stark) Werte zwischen 0 (keine) und 1 (milde); dabei wurden körperliche Beschwerden wie Appetitminderung und Schlafstörungen, Magenbeschwerden und vermehrtes Schwitzen, aber auch psychische Entzugssymptome wie etwa Angstgefühle, Verärgerung, Aggressionen, Reiz- und Erregbarkeit sowie Ruhelosigkeit berichtet. Die zweite Gruppe beschrieb im Mittel milde bis moderate Beschwerden.
Etwa 30 % der Patienten gaben in den ersten vier Tagen einen moderaten bis starken Suchtdruck an; die geringer betroffene Gruppe klagte nur in den ersten beiden Tagen über milde bis geringe Beschwerden. Die Autoren kamen zu dem Schluss, dass „[…] selbst bei hoch belasteten Patienten nur bei einem Teil der Probanden ein Cannabisentzugssyndrom nachweisbar […]“ gewesen wäre.

### GHB und GBL
4-Hydroxybutansäure (GHB) und γ-Butyrolacton (GBL) erzeugen einen ähnlichen Entzug wie Alkohol mit bei schwerwiegendem Verlauf Übelkeit, Erbrechen und Delirium, jedoch von deutlich geringerer Dauer. In den meisten Fällen nehmen die körperlichen Symptome bereits nach 12 bis 96 Stunden ab, er kann aber auch bis zu 2 Wochen anhalten.

### Nikotin
Je nach Suchtpotential des Rauchers können erste Entzugssymptome bereits nach einer mehrstündigen Rauchpause (zum Beispiel durch die Nachtruhe) auftreten. Dabei handelt es sich um eine Pulsverlangsamung, einen Abfall des diastolischen Blutdrucks, Aggressivität, Reizbarkeit, üble Laune, Depressivität, Nervosität, Unruhe oder Ängstlichkeit, verminderte Konzentrationsfähigkeit, Schweißausbrüche oder Schlafstörungen, gesteigerten Appetit und in der Folge Gewichtszunahme. Häufig kommt es auch zu spontanen Stimmungsschwankungen und diffusen, unangenehmen Gefühlen. Das Entzugssyndrom besteht in der Regel 1–4 Wochen lang, selten über Monate.

### Opioide
Nach anhaltendem Konsum führt der absolute (vollständige) oder relative (z. B. durch eine Dosisreduktion) Entzug von Opioiden (wie Buprenorphin, Codein, Dihydrocodein, Heroin, Methadon oder Morphin) zu einem unterschiedlich stark ausgeprägten Opioidentzugssyndrom. Dabei handelt es sich um ein (nicht zwingend notwendiges) Kriterium für die Diagnose einer Abhängigkeit von Opioiden.

### Steroide
Nach abrupter Beendigung einer längeren Therapie mit Steroiden kann es durch mangelnde Produktion in der Nebennierenrinde zu Komplikationen kommen.